# Afrixalus delicatus
Az Afrixalus delicatus  a kétéltűek (Amphibia) osztályába, a békák (Anura) rendjébe és a mászóbékafélék (Hyperoliidae) családjába tartozó faj.

## Rendszerezése
A nemet Martin Pickersgill írta le 1984-ben.

## Előfordulása
Kelet- és Dél-Afrikában, a Dél-afrikai Köztársaság, Kenya, Malawi, Mozambik, Szomália és Tanzánia területén honos.

## Megjelenése
A hím testhossza 15-22 milliméter, a nőstényé 16-24 milliméter.

## További információ
- Képek az interneten a nembe tartozó fajokról